# Czerkasy (rejon dokszycki)
Czerkasy (biał. Чаркасы; ros. Черкасы) – wieś na Białorusi, w obwodzie witebskim, w rejonie dokszyckim, w sielsowiecie Sitce.

## Historia
W czasach zaborów wieś leżała w gminie Sitce, w powiecie wilejskim w guberni wileńskiej Imperium Rosyjskiego.
W dwudziestoleciu międzywojennym wieś leżała w Polsce, w województwie wileńskim, w powiecie duniłowickim, od 1926 w powiecie dziśnieńskim, w gminie Parafianów.
Według Powszechnego Spisu Ludności z 1921 roku zamieszkiwało tu 213 osób, 170 było wyznania rzymskokatolickiego a 43 prawosławnego. Jednocześnie 132 mieszkańców zadeklarowało polską a 81 białoruską przynależność narodową. Było tu 40 budynków mieszkalnych. W 1931 w 38 domach zamieszkiwało 215 osób.
Wierni należeli do parafii rzymskokatolickiej w Parafianowie. Miejscowość podlegała pod Sąd Grodzki w Dokszycach i Okręgowy w Wilnie; właściwy urząd pocztowy mieścił się w Parafianowie.
Po agresji ZSRR na Polskę w 1939 roku wieś znalazła się w granicach BSRR. W latach 1941–1944 była pod okupacją niemiecką. Następnie leżała w BSRR. Od 1991 roku w Republice Białorusi.